# Georg Milbradt
Georg Milbradt (Eslohe, 23 febbraio 1945) è un politico ed economista tedesco, ministro presidente della Sassonia dal 2002 al 2008.

## Biografia

### Infanzia e istruzione
Nato nel 1945 a Eslohe, la sua famiglia era originaria di Poznań (o Wongrowitz), da dove fu espulsa dopo la seconda guerra mondiale. Si trasferì a Dortmund, dove Milbradt si diplomò al Humboldt-Gymnasium nel 1964. Dal 1964 al 1968 studiò economia, diritto e matematica all'Università di Münster come borsista della Studienstiftung des deutschen Volkes, che ha lasciato con una laurea da economista.

### Attività accademica
Dal 1970 al 1980 è stato assistente di ricerca di Herbert Timm e successivamente di Heinz Grossekettler presso l'Istituto di Finanza Pubblica dell'Università di Münster. Nel 1973 gli è stato conferito il titolo di Goals and Strategies of Debt Management. Un contributo alla teoria della struttura ottimale del debito dello stato con il coinvolgimento della banca centrale per il dottorato (summa laude). Nel 1980 si abilita con l'opera "Problemi di indicizzazione di variabili economicamente importanti" e riceve il Venia Legendi per l'Economia. Dal 1980 al 1983 ha tenuto una cattedra di finanza pubblica ed economia presso l'Università Johannes Gutenberg di Magonza. Allo stesso tempo, ha ricoperto una posizione di insegnamento presso l'Università di Osnabrück. Nel 1985 è stato nominato Professore a contratto della Facoltà di Economia e Commercio dell'Università di Münster.
Dal dicembre 2009, Milbradt è professore ha contratto di economia, in particolare di politica finanziaria, presso la Facoltà di Economia e Commercio della TU Dresden. 
È stato uno dei 136 professori di economia tedeschi, tra cui Roland Vaubel, Hans-Werner Sinn, Jürgen B. Donges, Manfred J.M. Neumann e Bernd Lucke, che hanno accusato il finanziamento illegale dello Stato monetario in un appello della Banca centrale europea (BCE) poco prima delle elezioni del Bundestag nel settembre 2013.

### Vita privata
Georg Milbradt è cattolico e sposato con Angelika Meeth-Milbradt, professoressa all'Università di scienze applicate di Dresda. La coppia ha due figli.